# Anna Gourari
Anna Gourari (russisch Анна Семёновна Гурарий; * 3. Oktober 1972 in Kasan, Tatarstan, Sowjetunion) ist eine deutsch-russische Konzertpianistin.

## Leben
Anna Gourari ist die Tochter von Ludmila und Simon Gourari und erhielt ihren ersten Klavierunterricht im Alter von fünf Jahren bei ihren Eltern. 1979 gab sie ihr erstes öffentliches Konzert und wurde an einer Spezialmusikschule in Kasan unterrichtet. Anschließend besuchte sie in Moskau Meisterkurse,  unter anderem bei Wera Gornostajewa am Moskauer Konservatorium. 1990 wurde sie in die Studienstiftung des Deutschen Volkes aufgenommen und begann ihr Studium an der Musikhochschule München bei unter anderem Ludwig Hoffmann und Gitti Pirner. Gourari ist Preisträgerin bei internationalen Klavier-Wettbewerben; sie gewann erste Preise beim Kabalewski-Wettbewerb in Russland (1986), beim Internationalen Chopin-Wettbewerb Göttingen (1990) und beim Clara-Schumann-Wettbewerb in Düsseldorf (1994).
Gouraris Repertoire umfasst verschiedene musikalische Stilrichtungen von Werken Johann Sebastian Bachs über die klassische und romantische bis hin zur zeitgenössischen Klavierliteratur. Sie konzertiert international und arbeitete dabei mit renommierten Orchestern unter Dirigenten wie u. a. Lorin Maazel, Zubin Mehta, Iván Fischer, Colin Davis und Roger Norrington. Zudem trat sie bei Musikfestivals wie den Salzburger Festspielen, Kissinger Sommer, Klavier-Festival Ruhr und Rheingau Musik Festival auf.
Sie spielte bei verschiedenen TV-Produktionen, die in Europa, Japan und Russland gesendet wurden.  Ihre Diskografie umfasst mehrere Alben, u. a. bei Decca, Koch Classics, Edel Classics und seit 2012 bei ECM Records.
2019 rief Gourari in München die Kammermusik-Konzertreihe Musicaè ins Leben, deren künstlerische Leiterin sie ist. Zur Eröffnung spielte Gidon Kremer mir seiner Kremerata Baltica. Bisher traten dort bekannte Künstler wie zum Beispiel András Schiff, Pierre-Laurent Aimard, Heinz Holliger, Ulrike Draesner, Thomas Zehetmair, Arcadi Volodos und Alexei Volodin auf.
Anna Gouari spielte eine der Hauptrollen in Werner Herzogs Film Invincible und moderierte sechs TV-Beiträge über Kunst und Kultur in Moskau für die Deutsche Welle.
Sie unterrichtet in Meisterkursen in Deutschland, Italien, Österreich und Japan.

## Auszeichnungen
- 2000: ECHO Klassik als Nachwuchskünstlerin des Jahres[1]
- 2001: ECHO Klassik als Instrumentalistin des Jahres[1][7]
- Diapason d’or[2] für Die letzten Klavierstücke von Johannes Brahms (opp. 116–119)

## Diskografie (Auswahl)
- Anna Gourari und Jörg Widmann. Werke von u. a. Hindemith, Schumann, Brahms. Mit Jörg Widmann, Klarinette (Tonicale; 1994)
- Chopin. Klaviersonate Nr. 3, Mazurken. (Koch Classics; 1998)
- Scrjabin: Préludes. (Koch Classics; 1999)
- Richard Strauss: Klavierkonzerte für die linke Hand. Mit den Bamberger Symphonikern, Dirigent: Karl Anton Rickenbacher (Koch Classics; 2000)
- Chopin. U. a. Vier Scherzi, Fantasie, Polonaise (Koch Classics; 2001)
- Beethoven. Piano Concerto No. 3, Piano Sonata „Pathétique“. Mit der Staatskapelle Dresden, Dirigent: Colin Davis (Koch Classics; 2001)
- Mitternacht, Midnight, Minuit: Nocturnes. Werke von u. a. Field, Chopin, Heitor Villa-Lobos, Barber, Tansman, Ottorino Respighi, Skrjabin (Decca; 2003)
- Désir. Werke von Scrjabin und Gubaidulina. (Decca; 2005)
- Johannes Brahms: Die Späten Klavierstücke Op.116–119 (Edel Classics; 2009)
- Frédéric Chopin: The Mazurka Diary (Edel Classics; 2010)
- Canto Oscuro. Werke von Bach/Busoni, Gubaidulina, Hindemith (ECM; 2012)
- Visions Fugitives. Werke von Prokofjew, Medtner, Chopin: Sonate Nr. 3 h-Moll (ECM 2014)
- Elusive Affinity. Werke von Bach/Marcello, Schnittke, Shchedrin, Rihm, Bach/Vivaldi (ECM; 2018)
- Paul Hindemith/Alfred Schnittke mit dem Orchestra della Svizzera italiana, Dirigent: Markus Poschner (ECM 2752; 14. Juni 2024; aufgenommen im Dezember 2021)[8]

## Filmografie
- 2001: Invincible